# Dunkelzustand
Ein Dunkelzustand ist in der Physik ein Energieniveau eines Atoms oder Moleküls, das bei bestimmten Anwendungen in der Laserspektroskopie, wie bspw. der Laserkühlung, unerwünscht ist. Diese Zustände werden als dunkel bezeichnet, weil die Atome, die sich in diesem Zustand befinden, für die gewünschte Anwendung „unsichtbar“ werden. Es gibt jedoch Ausnahmen, bei denen die Existenz von Dunkelzuständen explizit genutzt wird (z. B. bei einigen Bauformen von Atomuhren wie den Chip-Scale-Atomic-Clocks (CSAC) oder bei der Laserkühlung), jedoch wird dann nicht immer von Dunkelzuständen gesprochen.

## Physikalische Grundlagen

Veranschaulichung eines Dunkelzustandes

In der Laserspektroskopie werden Teilchen mittels Lasern angeregt und deren emittiertes Licht detektiert. Angeregte Teilchen gehen durch Aussenden eines Photons entweder durch spontane oder stimulierte Emission wieder in einen energetisch günstigeren Zustand über. Bei der spontanen Emission ist es möglich, dass die Teilchen nicht in den Zustand zurückfallen, in dem sie vor der Laseranregung waren. Welche Übergänge möglich sind, wird durch die Auswahlregeln festgelegt. Sobald ein Teilchen in einen solchen Zustand übergeht, kann es nicht erneut durch den Laser angeregt werden – das Teilchen ist für den Laser dunkel.

## Gegenmaßnahmen
Die Teilchen, die sich in einem Dunkelzustand befinden, können nur mit einem weiteren Laser, der resonant mit dem Dunkelzustand ist, wieder in den gewünschten Zustand gebracht werden. Ein solcher Laser wird als „Rückpumplaser“ oder englisch „repumper“ bezeichnet.